# Ignatius Pi Shushi
Ignatius Pi Shushi (chiń. 皮漱石; ur. 1 lutego 1897 w Chaling, zm. 16 maja 1978) – chiński duchowny rzymskokatolicki, arcybiskup Shenyangu, przewodniczący Patriotycznego Stowarzyszenia Katolików Chińskich, deputowany do Ludowej Politycznej Konferencji Konsultatywnej Chin.

## Biografia
1 lipca 1928 otrzymał święcenia prezbiteriatu i został kapłanem wikariatu apostolskiego Mukdenu (Shenyangu).
26 lipca 1949 papież Pius XII mianował go arcybiskupem Shenyangu. 11 października 1949 w Szanghaju przyjął sakrę biskupią z rąk delegata apostolskiego w Chinach abpa Antonio Riberiego. Współkonsekratorami byli biskup Haimenu Simon Zhu Kaimin SI oraz biskup Suzhou Ignatius Kung Pin-mei.
Jego pontyfikat rozpoczął się tuż po zwycięstwie komunistów w chińskiej wojnie domowej i powstaniu Chińskiej Republiki Ludowej. Abp Pi Shushi został aresztowany, pojawiły się nawet informacje, że zmarł w więzieniu. Później postanowił podjąć współpracę z władzami. W 1957 wziął udział w konferencji przedstawicieli chińskich katolików w Pekinie, w trakcie której utworzono zależne od komunistów Patriotyczne Stowarzyszenie Katolików Chińskich, którego abp Pi Shushi został pierwszym przewodniczącym. W 1962 został wybrany na drugą kadencję. W latach 1958–1962 bez zgody papieża wyświęcił 30 biskupów, czym zaciągnął na siebie ekskomunikę. Po 1962, a szczególnie po wybuchu rewolucji kulturalnej, jego działalność osłabła, tak i jak i działalność Patriotycznego Stowarzyszenia Katolików Chińskich, którego do śmierci w 1978 był przewodniczącym, jako że za jego życia nie przeprowadzano już kolejnych wyborów.